# بدرالدین عبدالله قلق
بدرالدین عبدالله قلق (عربی: بدرالدين عبدالله قلق؛ زادهٔ ۱ آوریل ۱۹۸۱) بازیکن فوتبال اهل سودان است.
از باشگاه‌هایی که در آن بازی کرده‌است می‌توان به باشگاه فوتبال المریخ و باشگاه فوتبال الهلال اشاره کرد.
وی همچنین در تیم ملی فوتبال سودان بازی کرده‌است.